# HD22114
HD22114 — хімічно пекулярна зоря спектрального класу B9, що має видиму зоряну величину в смузі V приблизно  7,6.
Вона знаходиться у сузір'ї Персея й розташована на відстані близько 901,0 світлових років від Сонця.

## Пекулярний хімічний вміст
HD22114 належить до Хімічно пекулярних зір з пониженим вмістом гелію 
й в її зоряній атмосфері спостерігається нестача He у порівнянні з його вмістом в атмосфері Сонця.